# Lamprospora dicranellae
Lamprospora dicranellae är en svampart som beskrevs av Benkert 1987. Lamprospora dicranellae ingår i släktet Lamprospora och familjen Pyronemataceae.  Arten är reproducerande i Sverige. Inga underarter finns listade i Catalogue of Life.